# 1731 en littérature
| Années de la littérature : 1728 - 1729 - 1730 - 1731 - 1732 - 1733 - 1734    |
| Décennies de la littérature : 1700 - 1710 - 1720 - 1730 - 1740 - 1750 - 1760 |

Cet article présente les faits marquants de l'année 1731 en littérature.

## Événements
- Janvier : premier numéro du mensuel britannique The Gentleman's Magazine lancé par Edward Cave à Londres[1].
- 21 avril : fin du séjour de Montesquieu en Angleterre[2].

- 1er juillet : Benjamin Franklin rédige l’acte constitutif de la Library Company of Philadelphia, première bibliothèque par abonnement d’Amérique[3].
- 3 juillet : Diego de Torres Villarroel achève à Medinaceli la rédaction de La Barca de Aqueronte, une satire de la société espagnole publiée en 1743[4].

- 20 août  : premier numéro de l'hebdomadaire puis bihebdomadaire De Hollandsche spectator (« Le spectateur hollandais ») lancé par Justus van Effen à Amsterdam (360 numéros jusqu’au 8 avril 1735)[5].
- 23 octobre : la Bibliothèque Cotton est partiellement détruite lors de l'incendie qui frappe Ashburnham House à Westminster[6].

## Parutions
- Antoine François Prévost, Memoires et avantures d'un homme de qualité, qui s'est retiré du monde : Histoire du chevalier Des Grieux, et de Manon Lescaut, vol. 7, Amsterdam, aux dépens de la Compagnie, 1731 (présentation en ligne), septième et dernier volume.

- Marivaux, La Vie de Marianne, vol. 1, Paris, Prault père, 1731, premier volume d’un roman en onze parties publiées jusqu’en 1741.

- Jean Terrasson, Séthos, histoire ou vie tirée des monumens, anecdotes de l'ancienne Égypte : traduite d'un manuscrit grec, vol. 1, Paris, Jacques Guerin, 1731 (présentation en ligne), ouvrage didactique et philosophique en trois volumes.

- Publication à Vienne de la vie et des révélations de la béguine autrichienne Agnès Blannbekin compilées par son confesseur Emenrich sous le titre Venerabilis Agnetis Blannbekin[7]. Toutes les copies sont confisquées par les jésuites.

## Naissances
- 12 décembre : Erasmus Darwin, poète britannique († 18 avril 1802).

## Décès
- 24 avril : Daniel Defoe, aventurier, commerçant, agent politique et écrivain anglais.